# Оад, Михкель Юханович
Михкель Юханович Оад (эст. Mihkel Oad) (18.05.1930-25.12.2015) — рыбак рыболовецкого колхоза «Ныукогуде Партизан» Пярнуского района Эстонской ССР, Герой Социалистического Труда (13.04.1963).
Родился на острове Кихну (Эстония) в семье потомственных рыбаков.
С 1947 г. рыбак рыболовецкого кооператива, на базе которого в 1949 г. образован колхоз «Ныукогуде Партизан» («Советский Партизан») (остров Кихну Пярнуского района Эстонской ССР) (в 1973 г. включен в состав колхоза «Пярну калур»).
В 1953—1956 гг. служил в армии, после увольнения в запас вернулся в колхоз.
Используя современные орудия лова и передовые методы работы, совершенствуя способы лова, постоянно изыскивая новые участки, выполнил план семилетки (1959—1965) за 4 года. В 1962 году выловил свыше 40 тонн рыбы (салака, килька).
Герой Социалистического Труда (13.04.1963).
С 1960-х до 1980-х гг. бригадир рыболовецкой бригады.
Умер на острове Кихну 25.12.2015.
Один из героев документального фильма «Maa keset merd» (1981).